# Contes du jour et de la nuit
Contes du jour et de la nuit est un recueil de contes de Guy de Maupassant paru en 1885  aux éditions Marpon-Flammarion, coll. Bibliothèque illustrée.

## Contexte d'écriture
Maupassant commence à écrire ce recueil à partir de 1878. L'écriture du recueil Contes du jour et de la nuit débute en 1883 et se termine en 1884. Il est publié en 1885 chez Marpon et Flammarion. Entre 1878 et 1891, Maupassant traverse une période importante pour lui durant laquelle il publie près de 300 nouvelles, six romans et quelques récits de voyage. S'il publie davantage de nouvelles que de romans, c'est parce que son travail au ministère lui prend énormément de temps. Le temps lui manque pour écrire des romans c'est pourquoi il commence à publier des nouvelles dans les journaux : plus courtes, elles intéressent davantage les lecteurs qui ont envie de les lire. 
Il commence, à partir de fin mai 1880, à être journaliste au Gaulois. Il est ensuite engagé par Gil Blas en octobre 1881 et commence donc à gagner sa vie grâce à ses contributions dans ces deux grands journaux parisiens. Il quitte son emploi dès 1882 afin de vivre de ses récits qui lui rapportent autant qu'un mois de travail : "Maupassant cesse dès 1882 d'être employé au ministère : chaque récit lui est payé autant que tout un mois de son travail naguère".
Entre 1880 et 1883-1884, Maupassant a beaucoup évolué et hésitait entre trois genres littéraires : la nouvelle, la poésie et le théâtre.

## Nouvelles du recueil
Le recueil (dans son édition originale de 1885) est composé des vingt-et-une nouvelles suivantes :
- Le Crime au père Boniface (1884)
- Rose (1884)
- Le Père (1883)
- L'Aveu (1884)
- La Parure (1884)
- Le Bonheur (1884)
- Le Vieux (1884)
- Un lâche (1884)
- L'Ivrogne (1884)
- Une vendetta (1884)
- Coco (1884)
- La Main (1883)
- Le Gueux (1884)
- Un parricide (1885)
- Le Petit (1883)
- La Roche aux Guillemots (1883)
- Tombouctou (1883)
- Histoire vraie (1883)
- Adieu (1884)
- Souvenir (1884)
- La Confession (1885)

### Édition Ollendorff
Dans la réédition Ollendorff de 1887, certaines nouvelles sont retirées :
- Le Crime au père Boniface (1884)
- Rose (1884)
- La Parure (1884)
- Une vendetta (1884)
- Coco (1884)

Les nouvelles suivantes sont ajoutées :
- Le Fermier (1886)
- Jadis (1880)
- La Farce (1883)
- Lettre trouvée sur un noyé (1884)
- L'Horrible (1884)

## Analyse de l’œuvre

### La signification du titre de l’œuvre
Le titre Conte du jour et de la nuit n'a pas été choisi au hasard. En effet, Maupassant a voulu mettre en évidence un contraste entre le jour et la nuit. Il a voulu marquer une opposition entre le clair et l'obscur. Le recueil questionne la monstruosité de l'homme et sa noirceur.
Le titre du recueil crée l'idée d'un équilibre entre le jour et la nuit. Le bonheur clôt la série de ces six premiers contes. Mais à partir du septième texte, le recueil s'enfonce dans la nuit. Les contes : Rose, Le père, La Parure, Le Vieux, Un lâche, L'ivrogne, Une vendetta, Coco, La Main, Le Gueux, Un parricide, Le Petit, La Roche aux Guillemots, Tombouctou, Histoire vraie, Adieu, Souvenir et La Confession signalent les contes de la nuit (drames, meurtres, suicides).

### Les thématiques de l’œuvre
Il y a diverses thématiques présentes dans Contes du jour et de la nuit de Guy de Maupassant : 

#### La cruauté
La cruauté est omniprésente dans les contes de Maupassant, envers les hommes comme envers les animaux : "L'homme cependant n'est pas seulement bestial : c'est une brute", "On ne s’étonnera pas [...] que l'homme cédant à ses instincts primaires, fasse preuve de cruauté à l'égard des animaux". Dans Le Gueux, un homme infirme est rejeté par la société ; les paysans le laissent mourir de faim puis le condamnent pour avoir essayé de se nourrir et il en meurt. Enfin, dans Coco, un très vieux cheval est martyrisé, considéré comme inutile par Zidore, et meurt.

#### Les personnages
Parmi les personnages décrits dans le recueil, les paysans sont présentés comme des gens avares et sans cœur. Dans Le Vieux, ils ont le goût de l'argent et font passer leurs récoltes avant toutes autres préoccupations. D'après Thierry Poyer, les personnages sont "marqués d'un égoïsme forcené". Ils sont aussi "jamais sympathiques" et désignés "comme des bêtes". Ils sont représentés également comme des personnes n'ayant "pas d'affection, pas d'amour [...]" et proches de leur argent d'où "économiser sur tout, toujours [...]". Dans Coco, le personnage de Zidore est méchant et rude.
Puis, il y a les bourgeois présentés comme des personnes faisant preuve de lâcheté et de trahison. Ils ont une vie routinière mais rêvent de la grande vie. Ils sont également égoïstes. Un Parricide offre un exemple de bourgeois abandonnant leurs enfants. 
Les aristocrates dans Contes du jour et de la nuit sont eux représentés comme des personnages irresponsables, jaloux et qui eux-mêmes font partie d'une société insignifiante. Ils sont également peureux et ont des vices qui mènent à la mort. Ainsi, dans Un lâche, le suicide est utilisé afin d'éviter le duel. Thierry Poyer parle d'ailleurs des "aristocrates maupassantiens". Dans La roche aux Guillemots, l'égoïsme est fort présent. Ils sont représentés comme faisant partie d'une "communauté médiocre" et ont des "rituels". De plus, les aristocrates ont les "mêmes soucis que la petite bourgeoisie". 

#### La famille et les relations familiales
La famille et les relations familiales dans Contes du Jour et de la Nuit occupent une place très importante dans les œuvres de Maupassant. Les personnages ont souvent selon leur statut des points communs et se ressemblent. 
Maupassant renvoie en général une image positive des mères au sein du foyer mais à l'inverse le père est, sous toutes ses formes, négatif. 
Pour ce qui est de l'enfant, il occupe un rôle déterminant. En effet, l'enfant renferme souvent tous les malheurs et les enjeux identitaires. 
Le père, lui, ne reconnaît jamais les grossesses même si certains pères échappent à la règle comme dans Le Père où celui-ci apparaît en tant que père biologique et non plus en tant qu'homme. Cependant les pères ne sont jamais dans la mesure, ni dans la raison mais adoptent un comportement excessif avec le reste de la famille (Le Petit). Maupassant met souvent en œuvre une paternité difficile qui ne sera jamais heureuse et sereine. 
Pour finir, parmi toutes ses mères avec une image positive, Maupassant y insère des mères indignes comme dans Un Parricide où l'enfant est désigné comme "un fardeau abominable" par la mère. 
Le passé familial de Maupassant aurait, d'après certaines critiques de la littérature française comme Bernard Demont, influencé ses récits. Plusieurs nouvelles ont pour sujet l'impossible ou la difficile acceptation de la paternité. 
La honte et la culpabilité que ressent Maupassant à l'idée d'avoir abandonné ou de ne pas avoir reconnu les enfants illégitimes qu'il a eus s'expriment dans la majorité de ses récits. 

#### Les lieux
Les lieux utilisés par Maupassant dans son recueil Contes du jour et de la nuit sont nombreux même si certains sont plus récurrents : Paris, la Normandie, la Corse et le Sud de la France.
Dans les différentes nouvelles se déroulant à Paris, on remarque que Maupassant, qui a vécu à Paris dès 1871, a privilégié la description des lieux clos, des intérieurs et de l'atmosphère des lieux : "Ni le Paris de Souvenir, Paris des 25 ans du narrateur, ni le quartier de la Madeleine, à l'incipit de Tombouctou, ne sont décrits pour eux-mêmes. C'est l'atmosphère qui prime [...]". Dans les nouvelles Un Lâche et Adieu ce sont aussi les lieux clos qui priment. La périphérie Parisienne est aussi fortement présente dans les nouvelles de Maupassant, la description des paysages extérieurs y est dense comme dans la nouvelle Le Père.
La Normandie est le lieu où se déroulent la plupart des nouvelles. C'est le lieu où Maupassant a passé son enfance. Il fait, dans ses nouvelles, une grande description des extérieurs, des paysages et particulièrement des falaises d'Étretat ou de la ville en elle-même dans les nouvelles L'Ivrogne, La Roche aux Guillemots, Adieu et Histoire Vraie.
La campagne normande est elle aussi omniprésente dans ce recueil, notamment dans les contes Le gueux et L'Aveu, ainsi que les fermes dans les nouvelles Le Vieux et Coco : "À l'intérieur des terres les nouvelles privilégient deux espaces : la campagne normande [...] et les fermes opulentes ou pauvres [...]".
La Corse est aussi un endroit dont Maupassant aime s'inspirer dans ses nouvelles. Ce lieu est pour lui, une grande source d'inspiration de par ses paysages. Il s'y rend pour la première fois en 1880 lorsque sa mère y est envoyée pour une cure et s'y est installé un peu plus tard. Maupassant écrit en Corse trois nouvelles appartenant à ce recueil : "Si trois des récits retenus dans les Contes du jour et de la nuit  (Le Bonheur, Une Vendetta et La Main) sont situés en Corse [...]".
Le Sud de la France est un lieu présent dans le recueil notamment la Côte d'Azur et plus précisément Cannes, où il a habité quelque temps, comme dans la nouvelle Rose qui se déroule dans une voiture à Cannes : "C'est oublier que l'auteur [...] tomba amoureux de la Côte d'Azur [...]. Cannes a néanmoins sa préférence".
On remarque donc que les principaux lieux dans lesquels se déroulent les nouvelles sont des lieux où Maupassant a vécu.

#### La lâcheté et l’égoïsme
Dans Contes du jour et de la nuit de Guy de Maupassant, la lâcheté des figures paternelles est très présente comme dans Le Père. Dans certains contes, les bourgeois font aussi preuve de lâcheté, en abandonnant leur enfant comme dans Un parricide parce qu'ils n'assument pas leurs propres actes "la réaction finale résume la lâcheté de la plupart des personnages masculins de Maupassant". Et dans Un lâche, l'homme se suicide par peur d'affronter un duel à l'arme à feu qu'il a lui-même provoqué : "Le vicomte Gontran-Joseph de Signoles, qui se suicide par peur d'affronter l'épreuve du duel à l'arme à feu qui a lui-même provoqué".
Les paysans des nouvelles de Maupassant sont aussi associés à des personnages égoïstes. Dans Le Vieux on distingue deux formes d’égoïsme. Les paysans s'intéressent plus à la nourriture qu'à la raison de leur présence (deuil). Puis le retard de la mort du père mettra le couple Chicot dans l'embarras "Dans Le Vieux, le retard qu'il a mis à mourir plonge le couple Chicot dans la perplexité [...] et dans la contrariété" puisqu'ils doivent travailler dans les champs.

#### L'amour et les relations
Dans les nouvelles de Maupassant, on trouve toujours des amours tristes ou qui ne durent pas. En effet, dans toutes ces nouvelles, les histoires d'amour se terminent soit par une trahison ou un adultère : "Dans les œuvres de Maupassant, on trouve peu de grandes amours. Il met évidemment à mal le romanesque traditionnel".
Maupassant met aussi en évidence des stéréotypes de couples mariés comme dans Le Petit où la femme trompe son mari sans qu'il ne s'en rende compte : Dans Le Petit, Maupassant insère deux stéréotypes, "celui de la femme mariée infidèle et celui de l'homme marié naïf".
Pour Maupassant, l'amour conduit les personnages à commettre l'irréparable : "Il y a d'autres jeunes filles capables d'éprouver l'amour jusqu'au meurtre".

#### La mort
Dans le recueil de Maupassant, Contes du jour et de la nuit, on constate que de nombreuses nouvelles parlent de la mort. Le jour désigne en partie les nouvelles heureuses du recueil, bien qu'il y ait des détails malheureux dans celles-ci. Ainsi la nuit fait référence à la mort, au suicide et aux crimes.
De plus la mort est omniprésente. En effet une grande partie des nouvelles de ce recueil évoquent la mort : "La mort semble se rencontrer partout chez Maupassant tant et si bien qu'elle n'a plus rien de tragique".
Enfin, on retrouve différentes sortes de mort comme le suicide : "car on se suicide aussi beaucoup chez Maupassant". On peut le voir dans Un lâche où le personnage principal, le vicomte Gontran Joseph de Signoles, se donne la mort par crainte du duel qu'il a lui-même déclenché.
De plus le crime est présent, comme dans La main, où le personnage, John Rowel a été retrouvé assassiné sans connaitre la raison. Ou encore dans Vendetta où la mère venge son fils victime d'un crime : "C'est la mère dont on a tué le fils qui va faire vengeance et qui se montre à la fois calculatrice et cruelle".

## Réception et critique de l’œuvre
Les avantages pour un auteur à publier des nouvelles dans la presse sont nombreux : les journaux se vendent mieux que les recueils en librairie, car ils sont accessibles à tout le monde (3 000 exemplaires pour la publication d'un recueil en librairie et 30000 pour la publication dans le journal). La publication de ces nouvelles dans le journal rapporte à Maupassant plus de lecteurs (en 1870, 1 million de journaux sont vendus chaque jour) ce qui lui fait beaucoup de publicité. 
Le recueil a été perçu comme un recueil de la maturité. C'est un grand succès[réf. nécessaire]. Le recueil du Contes du jour et de la nuit est très bien reçu bien que l'auteur lui, juge le recueil mauvais comparé aux autres, notamment La Maison Tellier[pourquoi ?].
Il faut savoir que le recueil Contes du jour et de la nuit a été inscrit au programme de l'agrégation[réf. souhaitée].